# Liste des ordres, décorations et médailles du Vatican
Les ordres pontificaux sont des distinctions honorifiques destinées à récompenser les catholiques. Le pape, souverain pontife, décerne des titres et des décorations. Ces distinctions ont été réformées par le bref pontifical Multam ad existendos du 7 février 1905.

## Les différents ordres pontificaux
Les ordres pontificaux après la réforme, classés par préséance :
- l'ordre suprême du Christ (aujourd'hui, non décerné, aucun membre vivant)
- l'ordre de l'Éperon d'or (aujourd'hui, non décerné, aucun membre vivant)
- l'ordre de Pie IX
- l'ordre de Saint-Grégoire-le-Grand
- l'ordre de Saint-Sylvestre et de la Milice dorée
- la Sainte Croix Pro Ecclesia et Pontifice

## Les ordres associés au Saint-Siège
Autres ordres pontificaux ayant existé avant la réforme :
- Ordre de Saint-Pierre, fondé en 1521 par le pape Léon X
- Ordre de Saint-Paul, fondé en 1540 par le pape Pie IV.
- Ordre de Saint-Jean-de-Latran, fondé en 1560 par le pape Pie IV. Disparu.
- Ordre des Chevaliers de Jésus et Marie, créé par Paul V en 1618. Cet ordre a été supprimé.
- Ordre du Maure : créé en 1806 par le pape Pie VII. Aboli en 1870.
- Ordre de Sainte-Cécile : créé en 1847 par le pape Pie IX. Aboli en 1870.
- Ordre de Saint-Étienne par le pape Pie IV

## Galerie

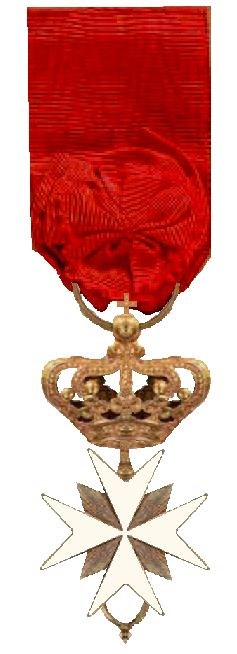
Médaille de l'ordre de l'Éperon d'or
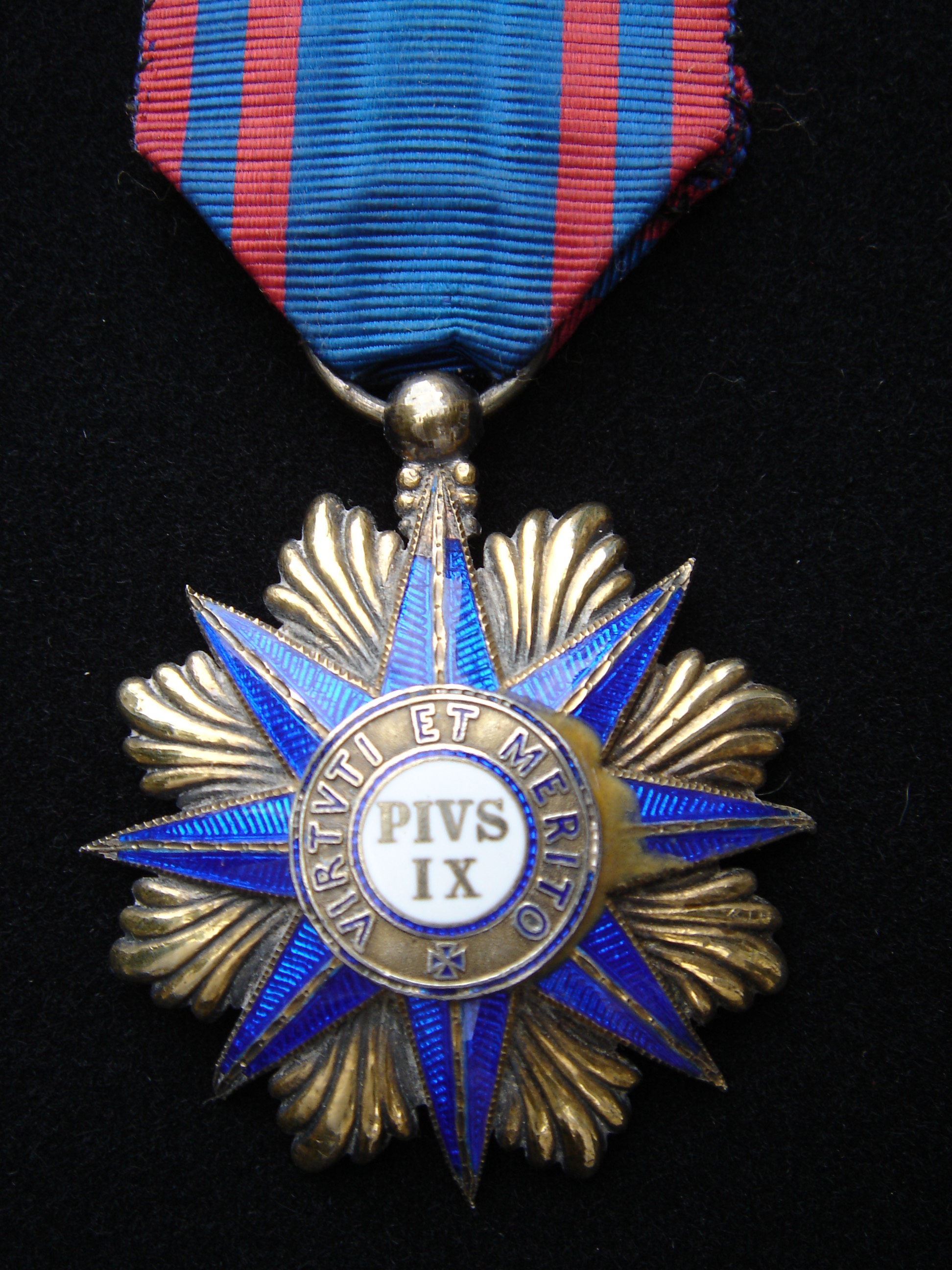
Croix de l'ordre de Pie IX
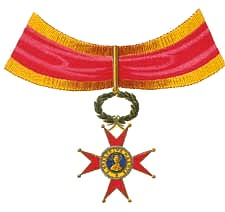
Insigne de commandeur (civil) de l'ordre de Saint-Grégoire-le-Grand
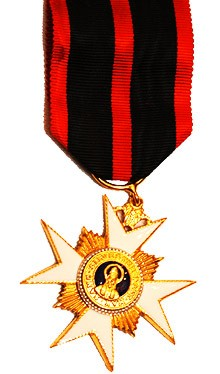
Croix de l'ordre de Saint-Sylvestre
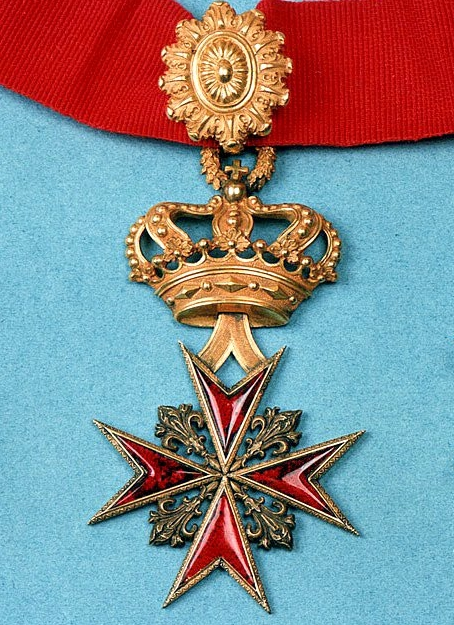
Insigne de l'ordre de Saint-Étienne

## Sources
- Bernard Berthod et Pierre Blanchard, Trésors inconnus du Vatican : Cérémonial et liturgie, Paris, Les Éditions de l'Amateur, 2001, 352 p. (ISBN 2-85917-325-0), p. 264